# 大阪府立貝塚南高等学校
大阪府立貝塚南高等学校（おおさかふりつ かいづかみなみ こうとうがっこう）は、大阪府貝塚市にある公立高等学校である。略称は「貝南」。
全日制普通科高等学校として1973年に設置が決まり、翌1974年に開校した。

## 沿革
- 1973年3月24日 - 大阪府議会で「（仮称）大阪府立第84高等学校」の設置を議決。
- 1973年6月25日 - 設置工事を開始。
- 1973年12月13日 - 大阪府議会で大阪府立貝塚南高等学校の校名が正式決定。
- 1974年1月1日 - 大阪府条例により大阪府立貝塚南高等学校を設置。
- 1974年4月1日 - 開校。
- 1976年12月21日 - 校内の工事が竣工。
- 2003年4月23日 - 「平成15年度読書活動優秀実践校」として、文部科学大臣賞を受賞。
- 2008年6月28日 -　耐震補強工事起工。

## 出身者
- 山田幹也 - サッカー選手[1]
- 出原秀昭 - 政治家

## 交通
- 水間鉄道 清児駅 西へ約700m
- 阪和線 和泉橋本駅 南へ約1.2km
- 水鉄バス 貝塚南高校前バス停
- 南海本線 二色浜駅 南東へ約2.5km